# Laelia amaura
Laelia amaura är en fjärilsart som beskrevs av Erich Martin Hering 1926. 
Laelia amaura ingår i släktet Laelia och familjen tofsspinnare. Inga underarter finns listade i Catalogue of Life.